# New Ashford (Massachusetts)
New Ashford és una població dels Estats Units a l'estat de Massachusetts. Segons el cens del 2000 tenia 247 habitants.

## Demografia
Segons el cens del 2000, New Ashford tenia 247 habitants, 94 habitatges, i 72 famílies. La densitat de població era de 7 habitants/km².
Dels 94 habitatges en un 36,2% hi vivien nens de menys de 18 anys, en un 66% hi vivien parelles casades, en un 9,6% dones solteres, i en un 23,4% no eren unitats familiars. En el 16% dels habitatges hi vivien persones soles el 7,4% de les quals corresponia a persones de 65 anys o més que vivien soles. El nombre mitjà de persones vivint en cada habitatge era de 2,63 i el nombre mitjà de persones que vivien en cada família era de 3.
Per edats la població es repartia de la següent manera: un 28,8% tenia menys de 18 anys, un 4,9% entre 18 i 24, un 29,6% entre 25 i 44, un 31,2% de 45 a 60 i un 9,3% 65 anys o més.
L'edat mediana era de 38 anys. Per cada 100 dones de 18 o més anys hi havia 90,7 homes.
La renda mediana per habitatge era de 51.250 $ i la renda mediana per família de 58.125$. Els homes tenien una renda mediana de 46.250 $ mentre que les dones 41.250$. La renda per capita de la població era de 28.323$. Cap de les famílies i el 2,2% de la població estaven per davall del llindar de pobresa.